# Копчикова Світлана Глібівна
 Світлана Глібівна Копчикова (17 березня 1967, Черкаси, УРСР, СРСР) — радянська плавчиня, учасниця Олімпійських ігор, чемпіонатів Європи. Майстер спорту СРСР міжнародного класу (1983). Спеціалізувалася в плаванні вільним стилем, комплексним плаванням і батерфляєм.
Учасниця XXIV Олімпійських ігор (1988) дистанція 4×100 м, комбіноване плавання.
2 — разова Чемпіонка Юнацької Першості Європи (1982).
Призер Кубка Європи (1987) у Монако.
3 — разова Чемпіонка Всесвітньої Літньої Універсіади 1985.
Чемпіонка міжнародних змагань «Дружба — 84».
26 — разова чемпіонка СРСР (1981–1990),
35 — разова рекордсменка УРСР (1981–1990), 5 — разова рекордсменка СРСР (1984), Багаторазовий призер першостей СРСР.
Встановила багато рекордів країни.
На Олімпійських іграх 1988 року в Сеулі посіла 5 місце на дистанції 4×100 м комбінованим плаванням.

## Джерело
- «Золота рибка» Полтавщини
- Енциклопедія Сучасної України [Архівовано 8 листопада 2018 у Wayback Machine.]